# Nachal Maš'abim
Nachal Maš'abim (hebrejsky נחל משאבים) je vádí v jižním Izraeli, v centrální části Negevské pouště.
Začíná v nadmořské výšce okolo 600 metrů u hory Har Rachama. Směřuje pak k severozápadu kopcovitou pouštní krajinou. Jihovýchodně od vesnice Maš'abej Sade ústí zleva do vádí Nachal Mas'ad.